# Isops
Isops é um gênero de esponja marinha da família Geodiidae.

## Espécies
- Isops anceps (Vosmaer, 1894)
- Isops apiarum (Schmidt, 1870)
- Isops canaliculata (Schmidt, 1868)
- Isops carcinophila Lendenfeld, 1897
- Isops contorta (Bowerbank, 1873)
- Isops imperfecta (Bowerbank, 1874)
- Isops intuta (Topsent, 1892)
- Isops jousseaumei Topsent, 1906
- Isops loricata (Lendenfeld, 1894)
- Isops maculosus Vosmaer, 1894
- Isops micraster Lendenfeld, 1907
- Isops nigra Lindgren, 1897
- Isops obscura Thiele, 1898
- Isops ostracomorpha Lévi e Lévi, 1989
- Isops pachydermata Sollas, 1888
- Isops perarmata (Bowerbank, 1873)
- Isops phlegraei Sollas, 1880
- Isops sollasi Lendenfeld, 1888
- Isops sphaerulifer Vacelet e Vasseur, 1965
- Isops velata (Lebwohl, 1914)